# Greg Ellis
Greg Ellis (født 21. marts 1968 i Wigan, Lancashire, England) er en engelsk skuespiller. Han har arbejdet med film som Pirates of the Caribbean - Den sorte forbandelse, Pirates of the Caribbean: At World's End og Mr. and Mrs. Smith og har medvirket i tv-serier som Star Trek: Deep Space Nine (i dens sidste episode, "What You Leave Behind") og 24 Timer som Michael Amador, en forhandler af biologiske våben.
Han har også lagt stemme til figurer i flere spil, deriblandt SOCOM II: U.S. Navy SEALs, Star Wars: Knights of the Old Republic II – The Sith Lords, Tomb Raider: Legend, SOCOM 3: U.S. Navy SEALs, Ty the Tazmanian Tiger og i tegnefilm som Grumme Eventyr med Bill og Mandy og Invader Zim .
Senere har Ellis lagt stemme til Cait Sith i den engelske version af CGI filmen Final Fantasy VII: Advent Children og vil lægge stemme til Garmund i den animerede Robert Zemeckis film Beowulf.

## Filmografi
- 24 Timer: Michael Amador
- Final Fantasy VII: Advent Children: Cait Sith
- Dirge of Cerberus: Final Fantasy VII: Cait Sith
- Bratz: Byron Powell, Sir Nigel Forrester
- Teen Titans: Malchior
- Jackie Chan Adventures: Valmont
- Lionheart: Richard Lionheart
- Pirates of the Caribbean - Den sorte forbandelse: Officer
- Onimusha Blade Warriors: Keijiro Maeda
- Star Trek: Deep Space Nine: Ekoor
- Porco Rosso: Flere stemmer
- Beowulf (2007)